# Tionesta
Tionesta és una població dels Estats Units a l'estat de Pennsilvània. Segons el cens del 2000 tenia 615 habitants.

## Demografia
Segons el cens del 2000, Tionesta tenia 615 habitants, 282 habitatges, i 166 famílies. La densitat de població era de 177,2 habitants/km².
Dels 282 habitatges en un 22% hi vivien nens de menys de 18 anys, en un 49,6% hi vivien parelles casades, en un 7,1% dones solteres, i en un 41,1% no eren unitats familiars. En el 36,9% dels habitatges hi vivien persones soles el 24,1% de les quals corresponia a persones de 65 anys o més que vivien soles. El nombre mitjà de persones vivint en cada habitatge era de 2,18 i el nombre mitjà de persones que vivien en cada família era de 2,88.
Per edats la població es repartia de la següent manera: un 21,8% tenia menys de 18 anys, un 6% entre 18 i 24, un 21,8% entre 25 i 44, un 29,4% de 45 a 60 i un 21% 65 anys o més.
L'edat mediana era de 45 anys. Per cada 100 dones de 18 o més anys hi havia 85,7 homes.
La renda mediana per habitatge era de 26.806$ i la renda mediana per família de 40.625$. Els homes tenien una renda mediana de 31.250$ mentre que les dones 23.889$. La renda per capita de la població era de 17.799$. Entorn del 9,2% de les famílies i el 14,1% de la població estaven per davall del llindar de pobresa.

## Poblacions més properes
El següent diagrama mostra les poblacions més properes.